# Gran Trak 10
Gran Trak 10 è un simulatore di guida arcade sviluppato e pubblicato da Atari nel 1974.

## Modalità di gioco
In Gran Trak 10, uno dei primi giochi di guida apparsi sul mercato, il giocatore corre su una pista monocromatica vista dall'alto cercando di accumulare il maggior numero di punti. Non ci sono altri concorrenti contro cui misurarsi, perché è una sfida contro il tempo: il giocatore deve infatti passare dei checkpoint per ottenere tempo extra, evitando le chiazze d'olio che compaiono lungo il circuito.
Gran Trak 10 detiene il primato di essere il primo arcade a utilizzare le ROM a diodi per immagazzinare i dati del gioco ed è anche il primo gioco ad avere dei personaggi definiti graficamente al posto di semplici figure geometriche (ad esempio Pong) o un insieme di punti (vedi Computer Space). La primitiva ROM usata in Gran Trak 10 conteneva infatti gli sprite dell'auto, i caratteri per il punteggio e il tempo, e i dati della pista. I controlli del gioco in stile automobilistico — il volante, la leva del cambio che simula le 4 marce e la pedaliera con l'acceleratore e il freno — comparivano anch'essi per la prima volta in un arcade.

## La lotta alla pirateria
Per evitare che i concorrenti copiassero facilmente il gioco, Atari adottò uno stratagemma semplice e nel contempo efficace: assegnò al proprio chip ROM che conteneva i dati del gioco un numero di serie identico a quello di una unità aritmetica di Texas Instruments. In questo modo, quando i suoi concorrenti ordinavano i componenti per copiare Gran Trak 10, ricevevano il chip sbagliato e i loro cloni non funzionavano.

## Atari in perdita a causa diGran Trak 10
Per sviluppare il gioco, Nolan Bushnell, uno dei fondatori di Atari, contattò un paio di ingegneri, Steve Mayer e Larry Edmonds, che avevano fondato a Grass Valley (California) una piccola società di sviluppo. Ma il risultato non fu esaltante: il gioco presentava infatti dei problemi di natura progettuale per cui Al Alcorn, l'ingegnere di Atari che aveva sviluppato il gioco Pong, dovette riprendere in mano il progetto e modificarlo per correggerli, con un aggravio di costi. Quando il gioco fu messo in vendita, nel prezzo finale non fu conteggiato il costo degli interventi di Alcorn per cui Gran Trak 10 fu venduto a meno di quanto costava produrlo: era a listino a 995$ ma costava ad Atari 1.095$, ben 100$ in più. Quando Atari si accorse del problema, era ormai troppo tardi: questo, unito ad altri problemi, aveva bruciato circa 500.000$, il guadagno dell'anno precedente.
Fu a causa di questi problemi economici che Atari svelò i suoi legami con Kee Games, incorporandola ufficialmente e iniziando a vendere con il marchio Atari il loro gioco di successo Tank.

## Versioni
Il gioco fu offerto in diverse varianti, fatte sia da Atari che da alcuni suoi concorrenti:
- Atari
  - Gran Trak 20[4] (versione per 2 giocatori)
  - Le Mans[5] (versione con 10 differenti piste)
- Kee Games
  - Formula K[6] (clone di Gran Trak 10)
  - Twin Racer[7] (clone di Gran Trak 20)

Successivamente ispirò la serie Sprint iniziata nel 1976.